# 罗施巴赫
罗施巴赫是德国莱茵兰-普法尔茨州的一个市镇。总面积3.44平方公里，总人口841人，其中男性397人，女性444人（2011年12月31日），人口密度244人/平方公里。